# Tunnel du canal de Bourgogne
Pour des articles plus généraux, voir Canal de Bourgogne et Touage.
Le souterrain de Pouilly-en-Auxois ou voûte du canal de Bourgogne est un tunnel-canal de 3 333 mètres de longueur situé à Pouilly-en-Auxois et Créancey, en Côte-d'Or, géré par les Voies navigables de France.

## Histoire
Construit à partir de 1775, le canal de Bourgogne relie l'Yonne à la Saône. La ligne de partage des eaux entre le bassin de la Seine et celui du Rhône se situe dans la région de Pouilly, marquée par le seuil morvano-vosgien. C'est d'ailleurs à Pouilly, dans le long souterrain de 3 333 mètres de long (également appelé « la voûte ») que le canal passe de l'un à l'autre. Pendant plus de sept ans, des ouvriers mineurs creusèrent ce souterrain.
Pour les mariniers, il ne fallait pas moins de dix heures pour le traverser. C'est pourquoi, en 1867, on installa un toueur à vapeur engrené par une chaîne immergée. En 1893, on le remplaça par un toueur électrique, et le trajet fut réduit à deux heures seulement. Une autre difficulté dut être surmontée : la voûte n'étant pas assez haute, les bateaux les moins chargés touchaient le haut de la voûte. En 1910 fut trouvée la solution : on mit en service un bac transporteur sur lequel prenait place la péniche. Après avoir vidé une partie de l'eau contenue dans le bac, le bateau se trouvait à un niveau suffisamment bas pour être pris en charge par le toueur.
De nos jours, les rares péniches traversent seules. Pour cela, il faut abaisser le niveau de tout le bief.

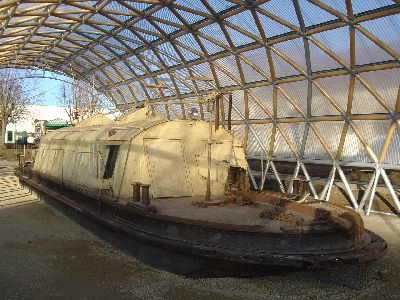
Ancien toueur.

## Localisation
- 47° 15′ 47″ N, 4° 33′ 10″ E (Pouilly-en-Auxois, vers la Seine, l'Atlantique)
- 47° 14′ 29″ N, 4° 35′ 03″ E (vers la Saône, la Méditerranée)